# Les amargues llàgrimes de Petra von Kant
Les amargues llàgrimes de Petra von Kant (títol original en alemany: Die Bitteren Tränen der Petra von Kant) és una pel·lícula alemanya de Rainer Werner Fassbinder estrenada el 1972. És l'adaptació de l'obra de teatre del mateix nom escrita l'any anterior per Fassbinder. Ha estat doblada al català.

## Argument
Petra von Kant és una famosa creadora de moda. Vídua del seu primer marit i divorciada del segon, Petra viu amb Marlene, estilista i ajudanta a qui li agrada maltractar i humiliar com la seva esclava. S'enamora després de Karin, una jove d'origen més modest a qui proposa compartir el seu pis i beneficiar-se dels seus suports per llançar-se a fer de model.

## Repartiment
- Margit Carstensen: Petra von Kant
- Hanna Schygulla: Karin Thimm
- Katrin Schaake: Sidonie von Grasenabb
- Eva Mattes: Gabriele von Kant
- Gisela Fackeldey: Valerie von Kant
- Irm Hermann: Marlene

## Rodatge
Es va rodar en deu dies. És bastant fidel a l'obra teatral de la qual és una adaptació. Encara que l'acció estigui situada a Bremen, la pel·lícula es desenvolupa completament al pis de Petra von Kant, i està composta per cinc actes. El pis és decorat amb un mur que reprodueix el quadre Mides i Bacus, de Nicolas Poussin, molt més gran que l'original.

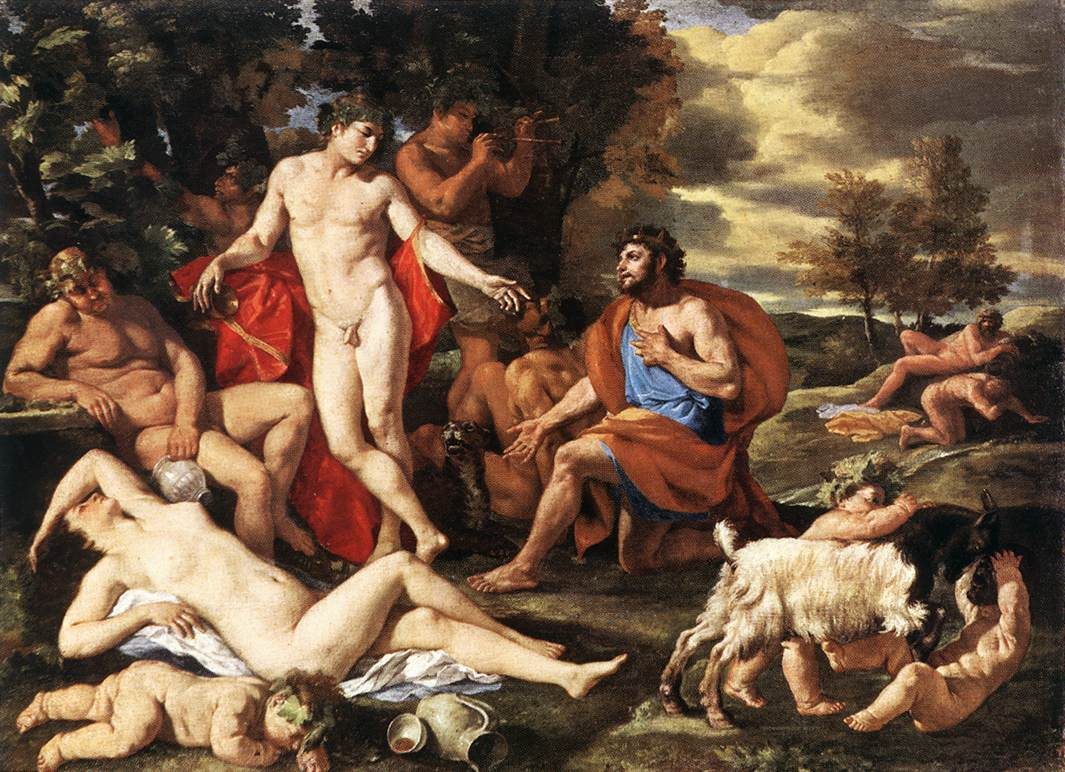
Mides i Bacus, el quadre de Nicolas Poussin que decora un mur del pis de Petra von Kant

## Premis i nominacions[calcitació]
- 1972: En selecció al festival Internacional de Cinema de Berlín